# Camissonia dentata
Camissonia dentata är en dunörtsväxtart. Camissonia dentata ingår i släktet Camissonia och familjen dunörtsväxter.

## Underarter
Arten delas in i följande underarter:
- C. d. dentata
- C. d. littoralis